# Flughafen Puerto Suárez

i7
i11
i13
Der Flughafen Puerto Suárez, auf Spanisch auch „Aeropuerto Capitán Av. Salvador Ogaya G.“, ist der Flughafen der Stadt Puerto Suárez im äußersten Osten Boliviens. Er liegt nahe der Grenze zu Brasilien.

## Fluggesellschaften und Ziele
Im Jahr 2018 flogen sowohl Línea Aérea Amaszonas als auch die inzwischen aufgelöste TAM – Transporte Aéreo Militar von Puerto Suárez aus den Flughafen Viru Viru in Santa Cruz de la Sierra an.